# Привільненська територіальна громада (Миколаївська область)
Привільненська сільська територіальна громада — територіальна громада в Україні, у новоствореному Баштанському районі Миколаївської області, з адміністративним центром у селі Привільне.

## Загальна інформація
Площа території — 466,5 км², населення громади — 5 756 особи(2020 р.).

## Населені пункти
До складу громади увійшли села Архангельське, Вільна Поляна, Зелений Гай, Єрмолівка, Катеринівка, Кашперо-Миколаївка, Лисянка, Лук'янівка, Любарка, Михайлівка, Новобірзулівка, Новоолександрівка, Новопетрівка, Новоукраїнка, Новофонтанка, Привільне, Світлицьке, Свобода та Старогорожене.

## Історія
Створена у 2020 році, відповідно до розпорядження Кабінету Міністрів України № 719-р від 12 червня 2020 року «Про визначення адміністративних центрів та затвердження територій територіальних громад Миколаївської області», шляхом об'єднання територій та населених пунктів Єрмолівської, Кашперо-Миколаївської, Лук'янівської, Привільненської та Старогороженської сільських рад Баштанського району Миколаївської області.